# جورج ماكي
جورج ماكي (بالإنجليزية: George Mackey)‏ هو طوبولوجي ورياضياتي أمريكي، ولد في 1 فبراير 1916 في سانت لويس في الولايات المتحدة، وتوفي في 15 مارس 2006 في بيلمونت (ماساتشوستس) في الولايات المتحدة.